# SN 2010hs
SN 2010hs – supernowa typu Ia odkryta 12 września 2010 roku w galaktyce A022546+2446. W momencie odkrycia miała maksymalną jasność 18,60m.